# カンディオーロ
カンディオーロ（伊: Candiolo）は、イタリア共和国ピエモンテ州トリノ県にある、人口約5,600人の基礎自治体（コムーネ）。

## 地理

### 位置・広がり

#### 隣接コムーネ
隣接するコムーネは以下の通り。
- ニケリーノ
- ノーネ
- オルバッサーノ
- ピオーベジ・トリネーゼ
- ヴィノーヴォ

## 姉妹都市
- Santa Cruz、カーボベルデ 2005年
- Pouilly-sous-Charlieu、フランス 2007年